# 皮洛朗堡
皮洛朗堡（法語：La Bastide-Puylaurent，法語發音：[la bastid pɥiloʁɑ̃]，纯音译作拉巴斯蒂德皮洛朗）是法国洛泽尔省的一个市镇，位于该省东部，属于芒德区。皮洛朗堡内的火车站是一个铁路交通枢纽。

## 地理
皮洛朗堡（44°35'33"N, 3°54'19"E）面积24.19 平方千米，位于法国奧克西塔尼大區洛泽尔省，该省份为法国南部内陆省份，北起上盧瓦爾省和康塔爾省，西接阿韦龙省，南至加尔省，东临阿尔代什省。
与皮洛朗堡接壤的市镇（或旧市镇、城区）包括：拉韦吕讷、吕克、普雷旺谢尔、圣洛朗莱班-拉瓦勒多雷勒、蒙洛泽尔埃古莱。

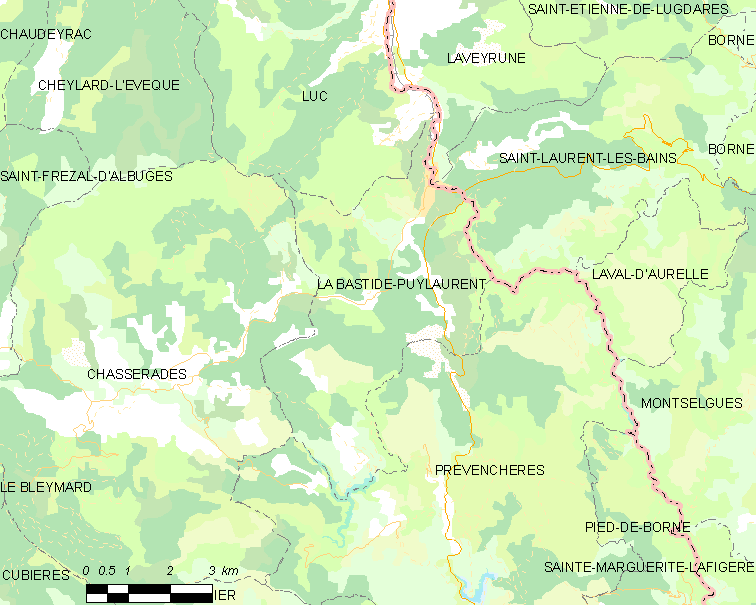
皮洛朗堡的OSM定位图

皮洛朗堡的时区为UTC+01:00、UTC+02:00（夏令时）。

## 行政
皮洛朗堡的邮政编码为48250，INSEE市镇编码为48021。

## 政治
皮洛朗堡所属的省级选区为圣艾蒂安-迪瓦尔多内县。

## 人口

1962-2008年间皮洛朗堡人口变化图示

皮洛朗堡于2022年1月1日时的人口数量为178人。